# Certified Information Systems Security Professional

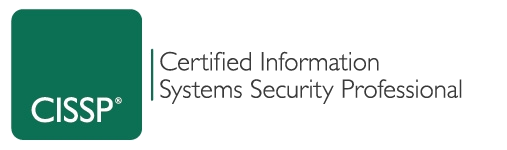
CISSP logo

Certified Information Systems Security Professional (CISSP) is een onafhankelijk informatiebeveiliging certificaat uitgereikt door het International Information System Security Certification Consortium, ook gekend als ISC2.
Voorwaarden voor het certificaat omvatten:
1. Ten minste vijf jaar werkervaring in minimaal twee van de CISSP-domeinen behorende tot de 'Common Body of Knowledge (CBK)', de leerstof (indien men in het bezit is van een getuigschrift op minimaal HBO/Bachelor-niveau dan geldt een werkervaringseis van 4 jaar);
2. Confirmering aan de ethische code van ISC2, de ontwerper van de lesstof en de certificering.

De onderdelen en kennisgebieden die een CISSP beheerst zijn de volgende:
- Security and Risk Management - Risicomanagement
- Asset Security - Systeembeveiliging
- Security Engineering - Technische beveiliging
- Communications and Network Security - Communicatie en netwerkbeveiliging
- Identity and Access Management - Beheer van toegangscontrole
- Security Assessment and Testing - Onderzoeken en testen van beveiliging
- Security Operations - Operationele beveiliging
- Software Development Security - Ontwikkeling van beveiliging

Gezamenlijk vormen deze de CBK (Common Base of Knowledge), de vereiste basiskennis om het diploma te verkrijgen.
Deze is in 2015 herzien.
Voor 2015 had men de volgende domeinen:
- Toegangscontrole
- Telecommunicatie- en netwerkbeveiliging
- Informatiebeveiliging en Risico Management
- Applicatiebeveiliging
- Versleuteling
- Beveiligingsarchitectuur en -ontwerp
- Operationele beveiliging
- Voortgangsplanning en planning van calamiteitenbestrijding
- Wetgeving, regelingen, compliantie en onderzoek
- Fysieke (omgevings)beveiliging

## Opleiding
De opleiding tot CISSP maakt vooral opgang bij grote bedrijven en wordt steeds meer de 'MCSE van informatiebeveiliging', een algemeen gevraagd en benodigd diploma voor medewerkers die zich bezighouden met beschikbaarheid, integriteit en vertrouwelijkheid (BIV) van informatie. Naast de officiële opleiding van ISC2 zijn er tal van commerciële aanbieders van CISSP-trainingen.
De opleiding wordt afgesloten met een computer based examen van 100 tot 150 (was 250) meerkeuzevragen dat maximaal drie (was zes) uur duurt en gepaard gaat met vrij streng toezicht door examinatoren. Na het behalen van het diploma is men eerst 'Associate of ISC2, working towards CISSP certification'. Na een succesvol endorsement-traject waarbij de genoemde ervaring aangetoond en bekrachtigt dient te worden door een gecertificeerde CISSP wordt, na een uitgebreide controle bij ISC2, de CISSP-certificering toegekend. De certificering is 3 jaar geldig en door in deze periode 120 studiepunten (40 CPE Credits per jaar) te verkrijgen in een van de kennisgebieden en de jaarlijkse verlengingsbijdrage te betalen, kan de titel verlengd worden.

## Varianten
CISSP heeft drie concentraties:
- ISSAP: Architecture
- ISSEP: Engineering
- ISSMP: Management

De concentraties bieden een verdiepingscertificering na het behalen van CISSP.
ISC2 verzorgt overigens ook de volgende gerelateerde certificeringen:
- SSCP - Systems Security Certified Practitioner
- CCSP - Certified Cloud Security Professional
- CAP - Certified Authorization Professional
- CSSLP - Certified Secure Software Lifecycle Professional